# Prix Franz-Kafka
Plusieurs prix littéraires sont délivrés, en l'honneur de l'écrivain Franz Kafka, à des auteurs dont l'œuvre en dénote l'influence.

## Prix Franz-Kafkade la ville deKlosterneuburg(Autriche)

### Lauréats
- 1979 : Peter Handke
- 1981 : Elias Canetti
- 1983 : Ilse Aichinger
- 1985 : Herbert Eisenreich
- 1987 : Sławomir Mrożek
- 1989 : Libuše Moníková
- 1991 : Stanislas Lem
- 1993 : Peter Rosei
- 1995 : Christoph Ransmayr
- 1997 : Gert Jonke
- 1999 : Herta Müller
- 2001 : Marianne Fritz

## Prix Franz-Kafkade littérature délivré par la Société Franz-Kafka dePrague(République tchèque)
Peter Demetz, André Derval, Marianne Gruber, Oldřich Král, Kurt Krolop, Jiří Stránský, Lorenzo Silva et Hans Dieter Zimmermann font partie du jury international de ce prix (et Marcel Reich-Ranicki, décédé en 2013, en a fait partie). Le prix continue depuis 2001 le prix Franz Kafka de la Ville de Klosterneuburg (on a décerné en 2001 le prix Franz Kafka à Klosterneuburg autant qu’à Prague, à Marianne Fritz et Philip Roth respectivement). La récompense est de 10 000 $ américains (environ 8100 € en 2018)

### Lauréats
| Année | Lauréat          | Nat.                       | Langue(s)         | Genre(s)                                            |
| ----- | ---------------- | -------------------------- | ----------------- | --------------------------------------------------- |
| 2001  | Philip Roth      | États-Unis                 | anglais           | Roman, Nouvelle, Essai, Mémoires                    |
| 2002  | Ivan Klima       | République tchèque         | tchèque           | Roman, Théâtre, Mémoires                            |
| 2003  | Péter Nádas      | Hongrie                    | hongrois          | Théâtre, Roman, Essai                               |
| 2004  | Elfriede Jelinek | Autriche                   | allemand          | Roman, Poésie, Théâtre, Traduction                  |
| 2005  | Harold Pinter    | Royaume-Uni                | anglais           | Théâtre, Scénario                                   |
| 2006  | Haruki Murakami  | Japon                      | japonais          | Roman, Nouvelle, Essai, Mémoires                    |
| 2007  | Yves Bonnefoy    | France                     | français          | Poésie, Traduction, Essai, Nouvelle, Histoire       |
| 2008  | Arnošt Lustig    | République tchèque         | tchèque           | Roman, Nouvelle, Théâtre, Scénario                  |
| 2009  | Peter Handke     | Autriche                   | allemand          | Roman, Poésie, Essai, Nouvelle, Scénario, Théâtre   |
| 2010  | Václav Havel     | République tchèque         | tchèque           | Théâtre, Essai, Poésie                              |
| 2011  | John Banville    | Irlande                    | anglais           | Roman, Nouvelle, Théâtre, Essai, Scénario           |
| 2012  | Daniela Hodrová  | République tchèque         | tchèque           | Roman                                               |
| 2013  | Amos Oz          | Israël                     | hébreu            | Roman, Nouvelle, Essai                              |
| 2014  | Yan Lianke       | Chine                      | chinois           | Roman, Nouvelle                                     |
| 2015  | Eduardo Mendoza  | Espagne                    | espagnol          | Roman, Nouvelle, Théâtre, Essai                     |
| 2016  | Claudio Magris   | Italie                     | italien           | Essai, Roman, Nouvelle, Traduction                  |
| 2017  | Margaret Atwood  | Canada                     | anglais           | Roman, Nouvelle, Poésie, Critique Littéraire, Essai |
| 2018  | Ivan Wernisch    | République tchèque         | tchèque           | Poésie, Traduction                                  |
| 2019  | Pierre Michon    | France                     | français          | Roman, Nouvelle                                     |
| 2020  | Milan Kundera    | République tchèque/ France | tchèque, français | Roman, Nouvelle, Théâtre, Poésie, Essai             |
| 2021  | Ivan Vyskočil    | République tchèque         | tchèque           | Roman, Théâtre                                      |